# 한글 완성형 인코딩
한글 완성형 인코딩 또는 완성형은 한글을 그 구조와 관계 없이 코드를 배당하여 표현하는 문자 인코딩들을 총칭하는 말이며, 흔히 한글 조합형 인코딩과 비교된다.

## 7비트 완성형
청계천 주변 상가에서 만들어져 보급되었기 때문에 흔히 청계천 한글이라고도 불리고, 그 구조에 따라 7×2 한글이라고도 불린다. 최상위 비트를 사용할 수 없는 영문 프로그램들에서 사용하기 위하여 만들어졌으며, 로마자 소문자 뒤에 대문자가 오거나 $ 등의 특수문자 뒤에 로마자가 오는 등 일반적으로 사용되지 않는 조합에 자주 사용되는 한글을 배열한 것이다. 이 방법을 구현하는 한글 카드가 저렴했기 때문에 애용되었지만, 표현할 수 있는 글자 수가 1300여자로 제한되고 영문이 한글로 표시되는 경우도 종종 있었다. (dBASE라는 이름이 "늦ASE"라고 출력되기도 했다.)

## 2바이트 완성형
현재 KS X 1001과 EUC-KR로 표준화되어 사용되고 있는 문자 집합 및 인코딩이다. KS C 5601:1987에서 처음 도입되었는데, 공식적인 제정 이유는 ISO/IEC 2022와의 호환성이 제시되고 있으나, 그 배경에는 한글 문자 집합 및 인코딩 표준화 과정에서 이미 사용되고 있던 조합형 인코딩들을 수용할 경우, 그 인코딩을 사용하는 업체와 사용하지 않는 업체 사이의 형평성이 문제가 되어 새로 만들었다는 견해도 존재한다. ISO/IEC 2022와의 호환성 때문에 94×94 문자 집합을 선택했으며, 결과적으로 2350자만의 한글을 완성된 형태로 지원하게 되어서 많은 논란을 낳았다. 11172자의 한글 중 2350자만을 나타내었으므로 "똠, 홥, 뜽" 등의 글자를 쓸 수 없다.

## 같이 보기
- 한글 조합형 인코딩
- 코드 페이지 949 또는 확장 완성형
- 유니코드